# Fontaine-Bellenger
Fontaine-Bellenger è un comune francese di 1 058 abitanti situato nel dipartimento dell'Eure nella regione della Normandia.

## Società

### Evoluzione demografica
Abitanti censiti